# Halysidota ata
Halysidota ata là một loài bướm đêm thuộc phân họ Arctiinae, họ Erebidae.